# Aruna (dramat)
Aruna – teozoficzny dramat autorstwa Jerzego Hulewicza napisany w 1922 roku.

## Treść
Dramat stanowi próbę objaśnienia słów Jezusa Chrystusa z Ewangelii św. Jana (9.39): przyszedłem na ten świat, aby ci, którzy nie widzą, widzieli, a którzy widzą, ślepymi się stali. Hulewicz w swojej interpretacji odwołał się do filozofii hinduskiej. Głównymi bohaterami są Aruna (w mitologii: wedyjska personifikacja świtu), oślepiona w pracowni przez Profesora oraz Jan (jej narzeczony), który jest desygnowany na następcę Profesora na jego katedrze. Również Jan z czasem utracił wzrok i po śmierci połączył się z Aruną. Hulewicz przeciwstawia w swoim dziele widzenie wewnętrzne nauce doświadczalnej, a miłości fizycznej, mityczne zaślubiny.

## Premiera
Premiera odbyła się 11 lutego 1925 r. w Teatrze Miejskim im. Juliusza Słowackiego w Krakowie w reżyserii Stanisławy Wysockiej (próby odbywały się tam od stycznia 1925 r.). Wystawienie dzieła wywołało konflikt pomiędzy dyrekcją teatru, zarządzanego wówczas przez Teofila Trzcińskiego, a cenzurą, która dopatrzyła się w nim uchybień przeciw religii. Wojewoda krakowski powołał komisję mającą na celu zbadanie tej sprawy. W dniu premiery Rada Cenzuralna wypowiedziała się przeciwko wystawieniu sztuki (z jednym głosem sprzeciwu). Jednak z uwagi na to, że nie dostarczono do teatru zakazu na piśmie, premiery nie odwołano, a ostatecznie doszła ona do skutku z poprawkami dostarczonymi przed premierą (m.in. usunięto krucyfiks stojący obok posągu Buddy). Za zgodą cenzury odbyły się tylko trzy przedstawienia. Spektaklu nie wznowiono. Hulewicz napisał potem, że trudne jest porozumienie patrzącego cenzora z widzącą Aruną.

## Odbiór
Dzieło przyjęto w zróżnicowany sposób. Karol Hubert Rostworowski ocenił sztukę pochlebnie, a Tadeusz Sinko stwierdził, że filozoficzny dialog Hulewicza dzięki reżyserii i aktorstwu Wysockiej wytrzymał realizację sceniczną. Muzyka Kazimierza Meyerholda i scenografia Feliksa Krassowskiego były według Sinki harmonijne i piękne. Z kolei Ludwik Skoczylas odnalazł w dramacie germańskie zdziczenie.
Sama scenografia była przykładem tzw. sceny narastającej (opisanej przez Krassowskiego w książce z 1925 r.), złożonej z hinduskich łuków.